# Druskininkai
Druskininkai là một thành phố của Litva. Thành phố thuộc hạt Alytus.Thành phố được thành lập năm 1893. Dân số năm 2008 là 18.233 người. Đây là thành phố lớn thứ 20 của Litva.
Druskininkai là một đô thị spa trên sông Neman ở miền nam Litva, gần biên giới Belarus và Ba Lan. Thành phố Druskininkai có dân số 18.233 người (Tổng điều tra dân số 2001). Trong thế kỷ 19, thị xã được xây tại cửa sông Ratnyčia sông đổ vào sông Nemunas và được bao quanh bởi một khu bảo tồn rừng tự nhiên. Thị xã nằm trong một cảnh quan đẹp như tranh vẽ với các dòng sông, hồ, đồi núi và rừng.
Khu vực ngày nay Druskininkai đá là nơi sinh sống của bộ lạc địa phương Yotvingian trong thời Trung Cổ sớm. Trong thế kỷ 13 khu vực được chinh phục bởi Litva. Một lâu đài nhỏ được xây dựng trong khu vực như là một phần của hệ thống phòng thủ chống lại Hội Teutonic. Năm 1308, lâu đài đã bị chinh phục bởi các hiệp sĩ Teutonic và bị phá hủy, gây ra một sự suy giảm dân số của khu vực.
Việc đề cập đến đầu tiên bằng văn bản về Druskininkai có từ năm 1636. Tên của thị trấn cho thấy rằng dân số địa phương thu thập các khoáng sản quý. Trong cuối thế kỷ 18, người ta tin rằng các khoáng chất được có trong vùng biển của khu vực Druskininkai mang lại lợi ích cho sức khỏe và sử dụng của chúng trong việc điều trị y tế của bệnh hen suyễn và các bệnh khác. Trong những năm đầu thế kỷ 19, Ignacy Fonberger, một giáo sư tại Đại học Vilnius, phân tích thành phần hóa học của vùng nước Druskininkai và cho thấy rằng chúng có chứa một lượng lớn calci, natri, kali, iod, sắt, brom và ma nhê. Ông cũng thúc đẩy thị trấn là một khu nghỉ mát kỳ nghỉ cho dân số của Vilnius.
Năm 1837, chiến lược gia Nicholas I của Nga được ban cho Druskininkai tình trạng của một spa, và xây dựng lương hưu, ký túc xá bắt đầu. Để dễ dàng giao tiếp spa, dịch vụ phà trên sông Nemunas đã phục vụ người qua lại.